# مسجد كوشارلي
مسجد كوشارلي (بالأذربيجانيَّة: Köçərli məscidi) - هو مسجد يقع في مدينة شوشا بإقليم قاراباغ الأذربيجاني التي احتُلت من قبل أرمينيا في 8 مايو عام 1992 وحررت من قبل الجيش الأذربيجاني في 8 نوفمبر عام 2020 إثناء حرب مرتفعات قرة باغ 2020.

## التاريخ
أُنشأ مسجد كوشارلي في القرن التاسع عشر في حي كوشارلي في شوشا التي أعلنت منظمة اليونسكو بانها محمية تاريخية ومعمارية لجمهورية أذربيجان وفي عام 1977.
وكان يقع المسجد في شارع كانون 20 يناير في حي كوشارلي في مدينة شوشاعلى بعد حوالي 350 كيلومترا من العاصمة باكو، ودمر بعد ذلك أثناء الحرب. ومنطقة كوشارلي هي واحدة من 9 كتل السفلى من شوشا. هناك 17 حي.

مسجد كوشارلي هو واحد من سبعة عشر مسجدا تعمل في مدينة شوشا في نهاية القرن التاسع عشر.

ونتيجة لأجتياح القوات المسلحة الأرمينية لمدينة شوشا، أضرمت النار في المسجد في 8 مايو 1992.